# Atlas Losing Grip
Atlas Losing Grip was een Zweedse punkband opgericht in 2005.

## Geschiedenis

### 2005-2009:Shut The World Out
De band werd in 2005 opgericht door Stefan Bratt (basgitaar en zang) en Gustav Burn (gitaar). Na enkele veranderingen in de formatie en de uitgaves van twee demo's in 2006 en 2007, bestond de formatie uit de twee oorspronkelijke leden met daarbij gitarist Max Huddén en drummer Julian Guedj. In oktober 2007 begon de band met het opnemen van het eerste studioalbum, Shut The World Out, dat werd uitgegeven in juli 2008. In de daaropvolgende 18 maanden toerde de band door Europa. In 2009 kwam Rodrigo Alfaro, die al in meerdere bands zoals Satanic Surfers en Venerea had gespeeld, bij de band. Atlas Losing Grip had daardoor vijf leden.

### 2009-2013:Watching The HorizonenState Of Unrest
In 2009 nam de band een ep met daarop vijf nummers op, dat hetzelfde jaar nog werd uitgegeven door Black Star Foundation Records. In 2010 begon de band aan een grote tour en gaven concerten in onder andere Slovenië, Italië, Zwitserland, Duitsland, Frankrijk, België, Nederland. In mei werd het tweede studioalbum,State Of Unrest, uitgegeven. Het was opgenomen door gitarist Gustav Burn.

### 2013-2016
In februari 2013 begon de band met het opnemen van hun derde studioalbum, hoewel ze ondertussen een paar keer stopte om op festivals te spelen. Er werd een videoblog gemaakt waarop interviews met de bandleden te zien zijn. On 8 oktober 2014 maakte de band bekend dat het nieuwe album Currents zou worden uitgegeven in Europa, Noord-Amerika en Australië op 16 januari 2015.  Op 25 november 2014 maakte de band bekend dat gitarist Rodrigo zou worden vervangen door Niklas Olsson.
Op 13 april 2016 maakte de band via een video bekend na een carrière van 11 jaar uit elkaar te gaan.

## Discografie
Studioalbums
- Shut the World Out (2008)
- State of Unrest (2011)
- Currents (2015)

Ep's
- Watching the Horizon (2009)
- Atlas Losing Grip (2011)

## Leden

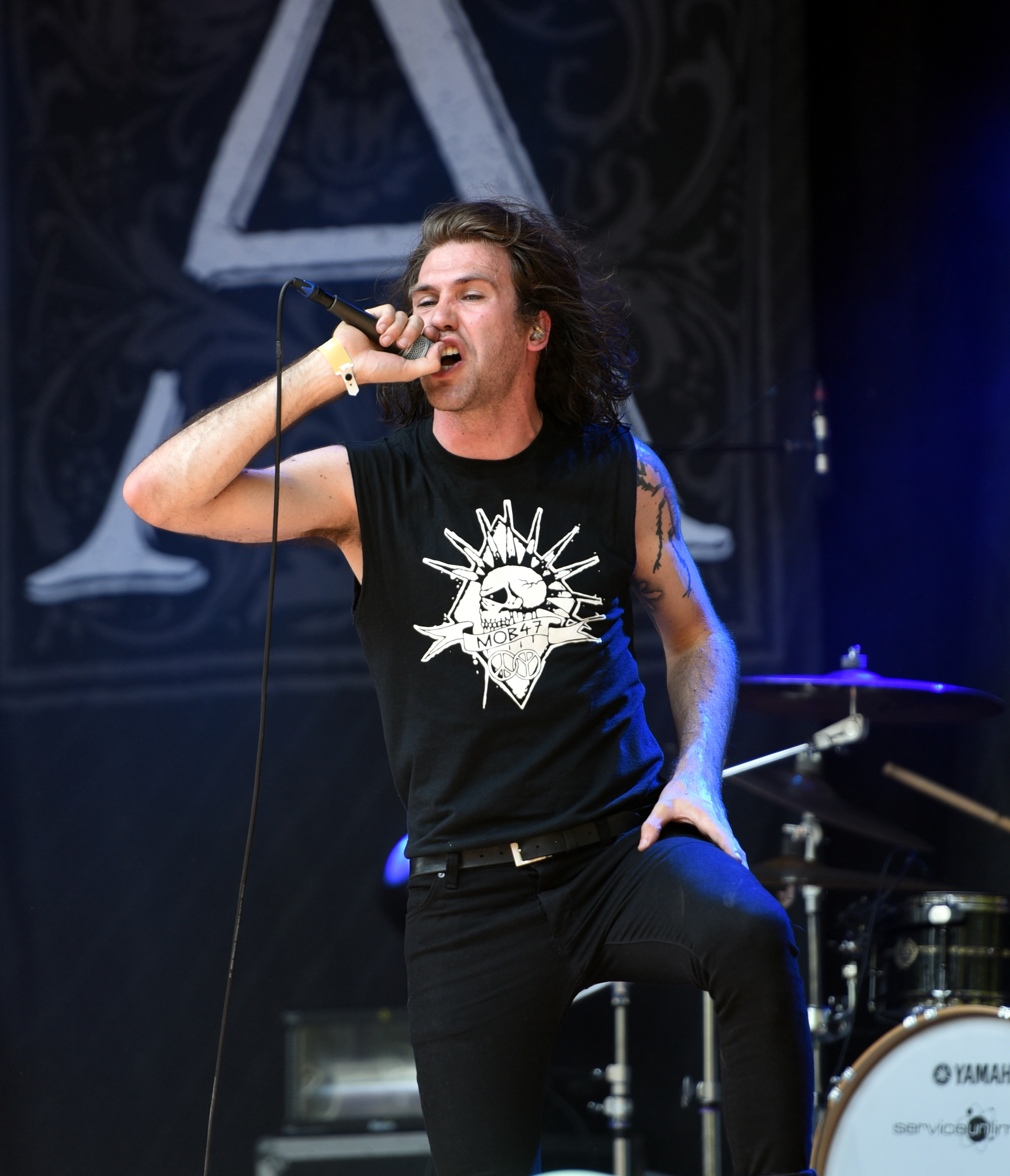
Niklas Olsson
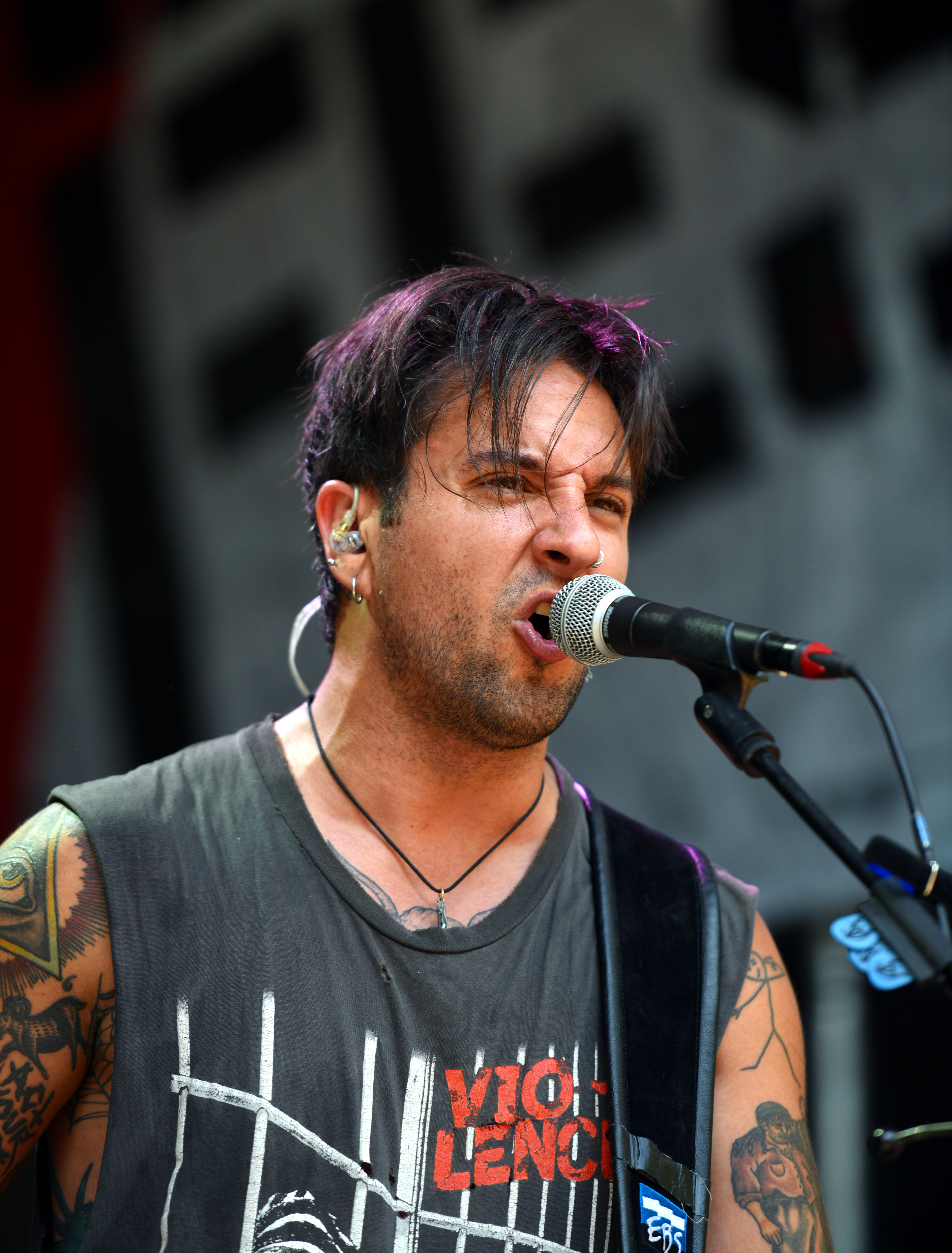
Stefan Bratt
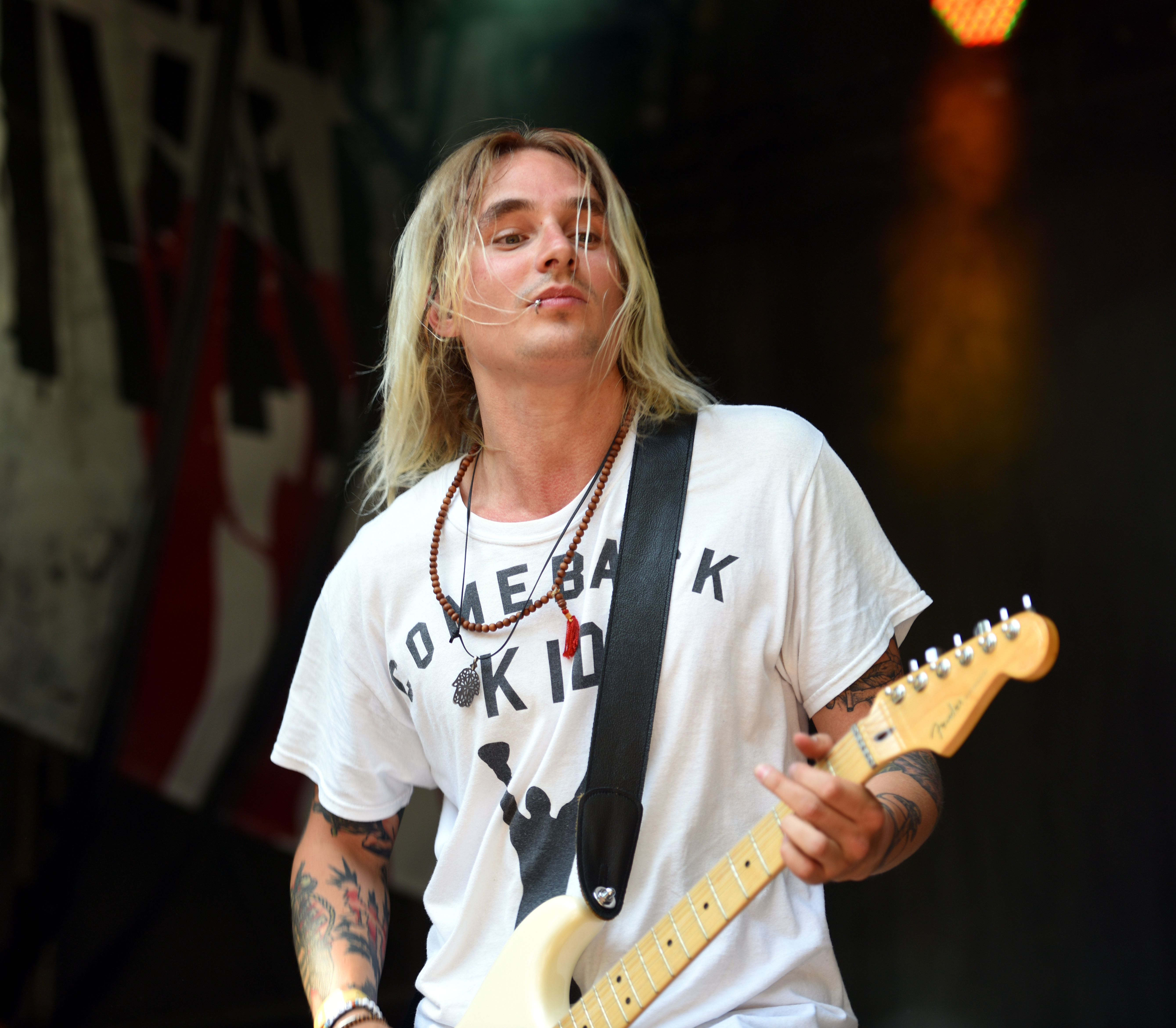
Gustav Burn
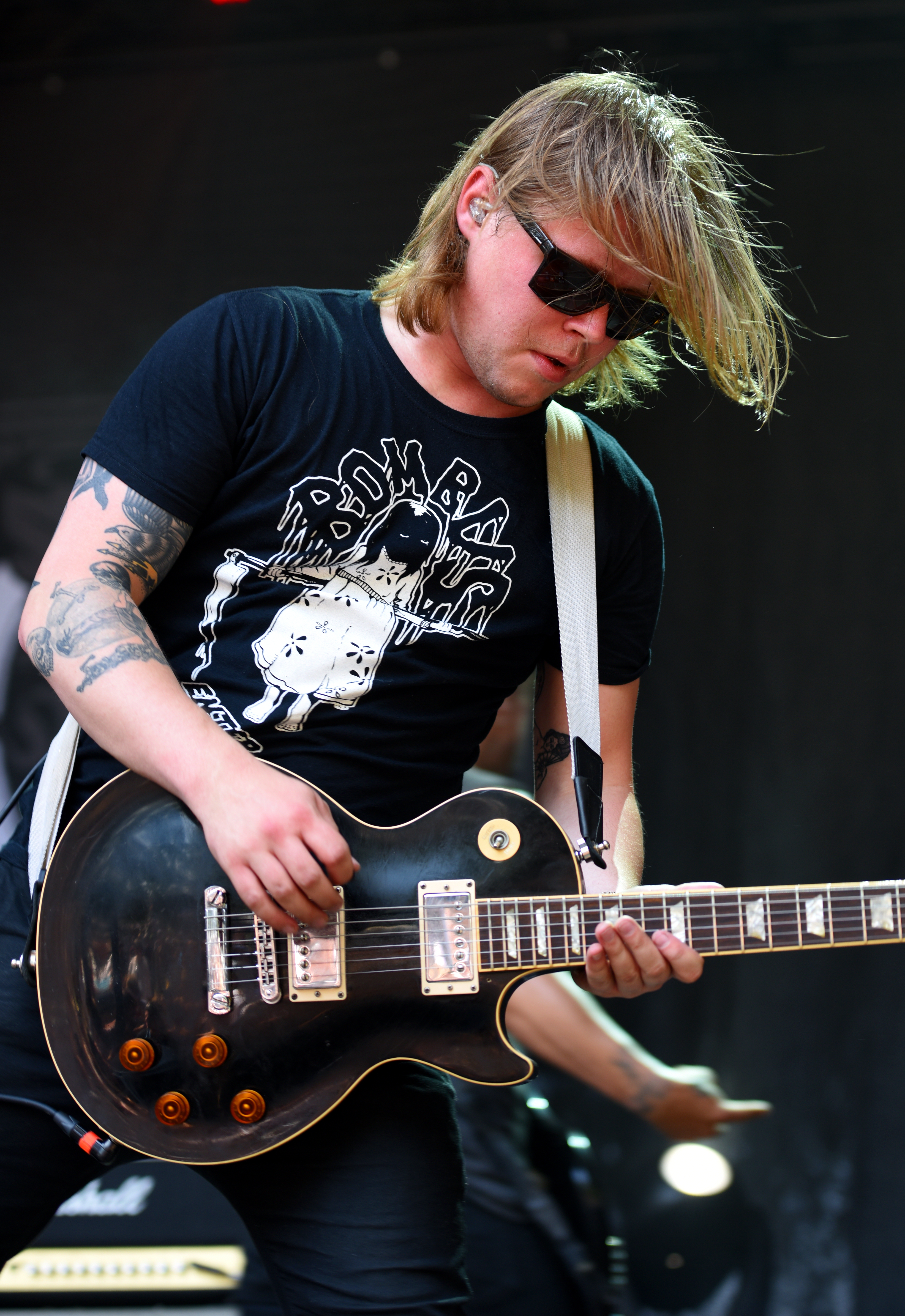
Max Huddén
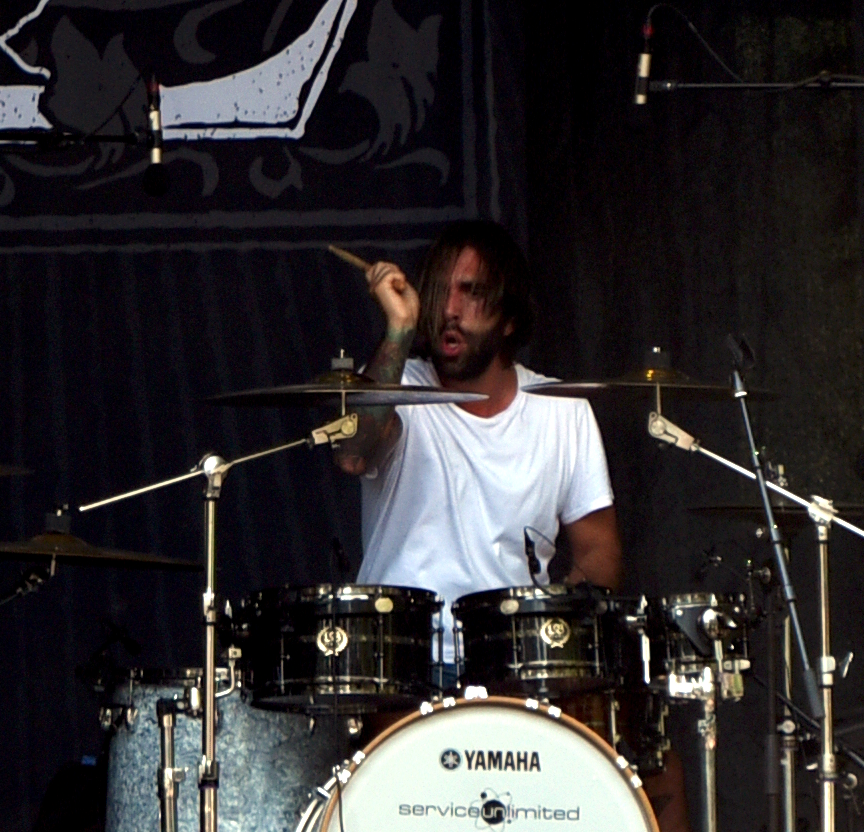
Julian Guedj